# 威廉·安德森 (自行车运动员)
威廉·安德森（英語：William Anderson，1888年9月6日—1928年9月27日），加拿大前男子自行车运动员。他曾代表加拿大参加1908年夏季奥林匹克运动会自行车比赛，获得男子团体追逐赛铜牌。